# Bartheletia paradoxa
Bartheletia paradoxa är en svampart som beskrevs av G. Arnaud ex Scheuer, R. Bauer, M. Lutz, Stabenth., Melnik & Grube 2008. Bartheletia paradoxa ingår i släktet Bartheletia och familjen Bartheletiaceae.   Inga underarter finns listade i Catalogue of Life.